# Hellyer River
Der Hellyer River ist ein Fluss im Nordwesten des australischen Bundesstaates Tasmanien.

## Geografie

### Flusslauf
Der rund 61 Kilometer lange Helleyer River entspringt etwa zweieinhalb Kilometer nordwestlich der Siedlung Painter Plain und fließt zunächst in westliche Richtung. Bereits nach rund vier Kilometer biegt er nach Norden ab, unterquert etwa 17 Kilometer nordöstlich von Waratah die Mount Road und wendet seinen Lauf nach Nordwesten. Er durchfließt eine Schlucht in der Hellyer Gorge State Reserve und unterquert an deren Ende, bei der Siedlung Hellyer Gorge, den Murchison Highway. Ungefähr fünf Kilometer nordöstlich des Savage-River-Nationalparks mündet er in den Arthur River.

### Nebenflüsse mit Mündungshöhen
- Fossey River – 609 m
- Wey River – 491 m
- Lockwood Creek – 289 m[1]